# K2 (Ötztaler Alpen)
Der K2 ist ein Dreitausender in den Ötztaler Alpen. Er liegt im hinteren Pitztal, gehört zum Kaunergrat und wird meistens vom Rifflsee aus über den Mittleren Löcherferner bestiegen. Da der Pitztaler K2 ein untergeordneter Gipfel und deutlich kleiner als sein unmittelbarer nördlicher Nachbar, der Rostizkogel (3394 m) und südlicher Nachbar, der Löcherkogel (3324 m), ist er in Karten meist nicht mit seinem Namen, sondern nur als Vermessungspunkt eingetragen. Allerdings gilt der K2 unter Skitourengehern als sehr lohnendes Ziel und ist an Schönwetter-Wochenenden im Spätwinter stark frequentiert.
Der Name des Berges, der sich erst in jüngerer Vergangenheit eingebürgert hat und beispielsweise in früheren Auflagen des Alpenvereinsführers „Ötztaler Alpen“ nicht erwähnt wird, rührt von der äußeren Ähnlichkeit mit dem zweithöchsten Berg der Welt, dem K2 im Karakorum, her.

## Routen
Am Rifflsee dem Steig ins Riffltal hinein folgen. Direkt unterhalb der ersten Geländestufe den Bach queren (Planke). Durch einen Einschnitt weiter rechts hinauf auf den hochziehenden Rücken nach NW. Auf dem steilen, aber unschwierigen und breiten Rücken empor. Bei Erreichen der Geröllebene beim Schneidigen Wändle nach Westen und über eine steile Moränenhalde aufsteigen. Dem Bach zur Gletscherzunge des mittleren Löcherferners folgen und auf diesem rechtsseitig hinauf. An den Steinmännern rechts wegen der Längsspalten. Weiter über das Eis bis zur obersten Gletscherbucht und auf das linke Gletscherufer (Vorsicht Randspalte). Über die steil ansteigende, aber leichte Bergflanke empor zum Gipfel mit Gipfelkreuz.

## Impressionen

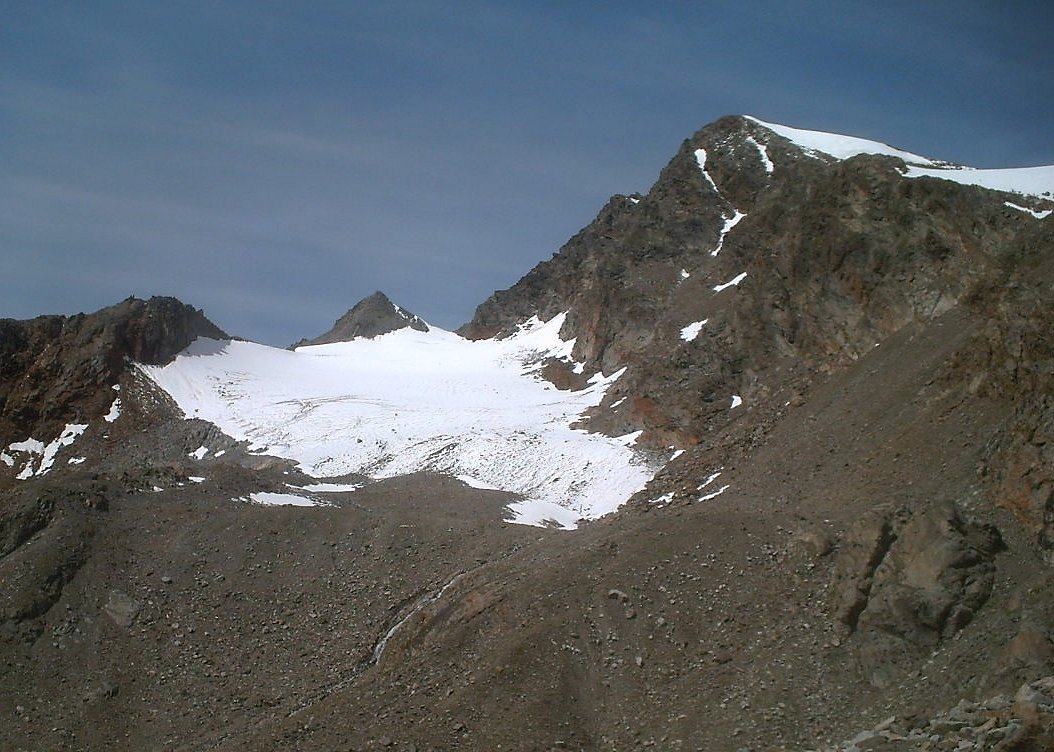
K2 und Rostizkogel
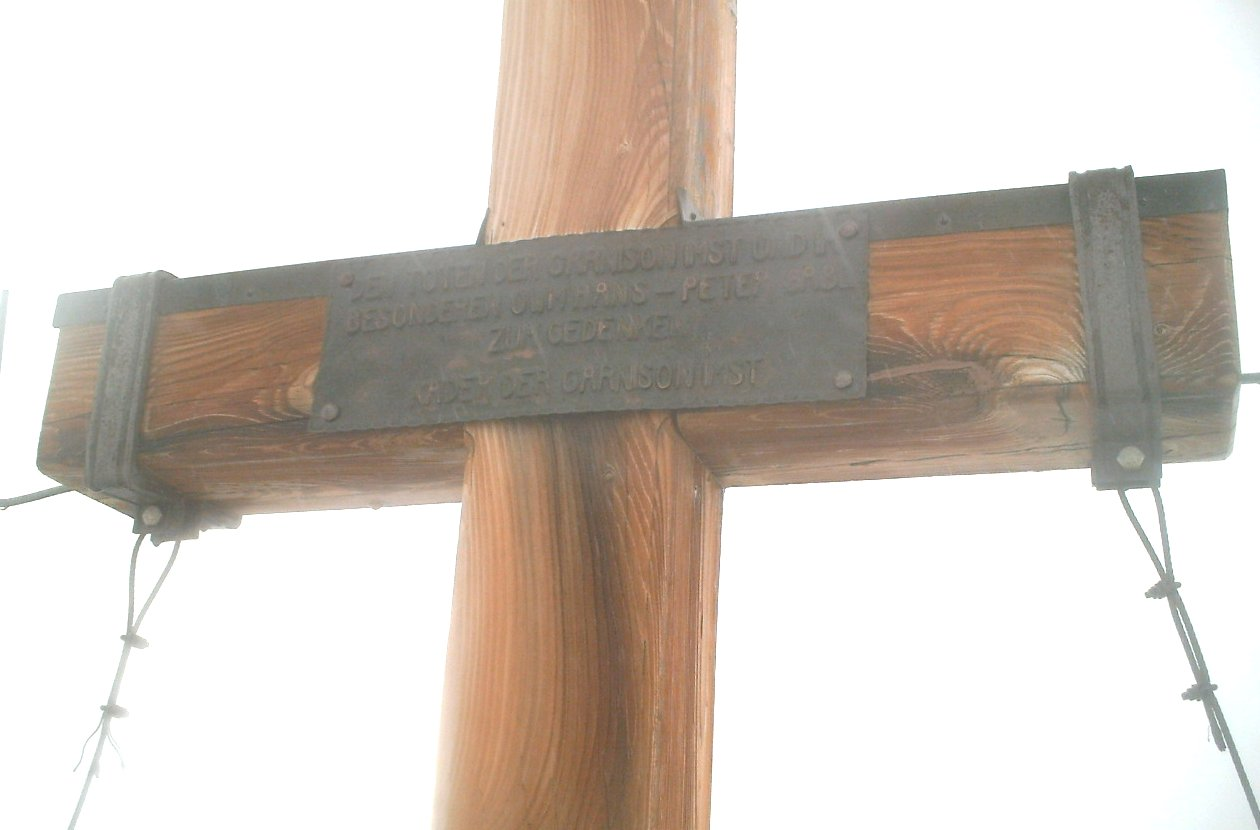
Das Gipfelkreuz am K2
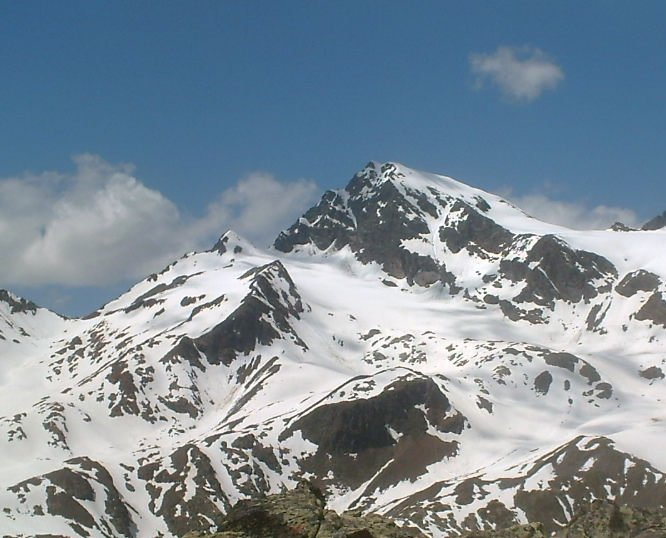
K2 und sein Nachbar von Osten

## Karten
- Alpenvereinskarte 30/6 „Ötztaler Alpen, Wildspitze“ (1:25000)
- Kompass Wanderkarte 42 „Inneres Ötztal“ (1:25000)